# 八幡神社 (各務原市那加東亜町)
八幡神社（はちまんじんじゃ）は、岐阜県各務原市那加東亜町に鎮座する神社。
各務原市那加山後町の八幡神社の分社である。

## 概要
元は各務郡山後村（現・各務原市那加山後町）に鎮座していた八幡神社の奥宮の奥之院神社である。戦国時代、織田信長が稲葉山城攻略の際、奥之院神社に戦勝祈願し参籠したと言われている。
現在の那加東亜町及びその周辺は入会地（西市場外六ケ所）であったが、大日本帝国陸軍各務原飛行場の完成、高山本線那加駅、各務原鉄道各務野駅の開業、さらに川崎航空機工業の社宅の完成により人口が急激に増加し市街地化する。住民がこの地域に新たな神社の設置を望んだこともあり、1939年（昭和14年）9月10日、奥之院神社を現在地に遷座。同時に八幡神社に改称する。
この地域は那加尋常高等小学校駅前分教場（1940年に那加第二尋常小学校に改称。現・各務原市立那加第二小学校）の学区であったこともあり、駅前分教場の学区内の氏神であったが、戦後の1951年（昭和26年）に那加第二小学校から各務原市立那加第三小学校が分立してからは、那加第三小学校の学区（那加東亜町、那加西野町、那加新那加町、那加西那加町、那加東那加町、那加楽天地町、那加本町、那加日之出町、那加元町、那加吾妻町、那加北栄町、那加栄町、那加南栄町、那加太平町など）の氏神となっている。
境内の一画には那加南福祉センターがある。

## 祭神
- 応神天皇

## 摂末社祭神
- 大国主之命

## 主な神事
- 1月1日 - 歳旦祭
- 1月 - 左義長神事
- 2月 - 祈年祭
- 4月 - 春祭り
- 6月 - 夏越大祓
- 10月 - 例祭
- 11月 - 新嘗祭
- 12月31日 - 大晦大祓、除夜祭